# Abigail Mendoza
Abigail Mendoza Ruiz (Teotitlán del Valle, Oaxaca; 10 de mayo de 1960) es una cocinera mexicana de origen zapoteca que, como Maestra Cocinera Tradicional ha dedicado su vida a recuperar, conservar y difundir sus raíces culturales y gastronómicas milenarias desde la cocina de su restaurante Tlamanalli. Su labor ha sido fundamental para que la gastronomía mexicana sea reconocida como Patrimonio Intangible de la Humanidad. Durante los últimos veinte años ha llevado sus saberes a diferentes lugares del mundo como representante de México, y especialmente de Oaxaca, estando presente en diversos eventos, congresos, festivales y representaciones diplomáticas, con el propósito de reivindicar así la sabiduría de la cocina tradicional mexicana.
Abigail Mendoza es originaria de Teotitlán del Valle, Oaxaca, un pueblo donde aún habita la cultura zapoteca, una de las mayores civilizaciones mesoamericanas. Esta región geográfica ubicada al sur de México y denominada de los Valles Centrales, siempre ha sido admirada y reconocida por su artesanía textil que con el tiempo se ha convertido en una actividad especializada y propia de un reducido número de pueblos. Mendoz se crio en un México pobre y rural, y en una familia numerosa. Fue la tercera de diez hijos y la mayor de seis hermanas, de un padre campesino tejedor y migrante, y de una madre que ayudaba a su marido en el telar y en el campo.
A sus seis años, Abigail cumplía con las tareas que le correspondían al ser mujer y la mayor: cuidar de sus hermanos pequeños, encender el fogón, lavar la ropa en el río, barrer la casa, iniciar el aprendizaje de la molienda en el metate, voltear las tortillas o desgranar el maíz. Su madre, Clara, le enseñó todo, desde aprender a usar un metate, hasta limpiar la lana y preparar los pigmentos naturales. A los trece años había dejado la escuela para dedicarse al tejido y a la cocina. Los padres de Abigail ocuparon el cargo religioso de mayordomía y se ocupaban de organizar las fiestas patronales del pueblo. En estas fiestas que requerían la preparación de grandes banquetes, aprendió a guisar ayudando en la elaboración de comidas que podían llegar a alimentar a más de quinientas personas.

## Tlamanalli
Con el apoyo de su familia y junto a sus hermanas, en 1990 abrió las puertas de un restaurante a pocos metros de la casa donde siempre ha vivido. Lo llamó Tlamanalli (el dios de la comida en lengua náhuatl). Dos años más tarde, la escritora estadounidense Terry Weeks descubrió el restaurante durante uno de sus viajes por México y al año siguiente compartió varias de sus recetas en un libro de la revista Gourmet. En enero de 1993, la periodista Molly O'Neil publicó en The New York Times una pequeña reseña del restaurante zapoteco, considerándolo como uno de los mejores del mundo y ubicándolo en el mapa gastronómico internacional.
Después de aquella publicación, empezaron a llegar diversos medios extranjeros e invitaciones a eventos gastronómicos en Estados Unidos, Europa y Sudáfrica. Incluso, le llegaron a proponer abrir otro restaurante en París. En una entrevista para El País, respondió que aunque sabía que podría ganar mucho dinero, no quiere, «mi comida no sería la misma. Aquí compro los productos en el mercado, lo que traen los campesinos de los pueblos. Y tengo a mi familia. Mis hermanas son lo más importante. Me gusta mi forma de vivir», afirmó.
En septiembre de 2005 viajó a París junto con un grupo de chefs y cocineras tradicionales con el propósito de apoyar la candidatura de la cocina tradicional mexicana a integrarse en la lista del Patrimonio Oral e Inmaterial de la Unesco. Aunque la propuesta fue rechazada en un primer momento, en 2010 los impulsores de la iniciativa, entre ellos el chef Ricardo Muñoz Zurita, presentaron un segundo informe en la ciudad de Nairobi, Kenia. Cinco años después, la gastronomía mexicana fue reconocida por la Unesco como Patrimonio Inmaterial de la Humanidad (un reconocimiento que gozan únicamente la cocina francesa, la japonesa y la dieta mediterránea) por su antigüedad, continuidad histórica y por comprender un modelo cultural completo que comprende actividades agrarias, rituales, conocimientos prácticos antiguos, técnicas culinarias, costumbres y modos de comportamiento ancestrales. Ese día de agosto de 2010, Abigail Mendoza se encontró preparando y sirviendo chocolate atole a los invitados de la ONU en París.
Detrás de los platillos que preparan Abigail y sus hermanas Adelina, Rosario, Marcelina, María Luisa y Rufina, quienes llevan el restaurante, se encuentra la intención poderosa de mostrar una riqueza gastronómica enorme, que poco a poco llama más la atención de los mismos mexicanos. Para ella, la cocina es un acto sagrado, una conexión y un vínculo entre la identidad y el futuro. Mendoza es una defensora de los sabores tal como son, de no ofenderlos ni agredirlos, de no cambiarlos. Y en su cocina nada se desperdicia, incluso las cenizas del rescoldo se emplean para múltiples usos. Algunos de sus platillos emblemáticos son el mole negro, la sopa de guías, las tlayudas, el chocolate atole o los pipianes.
Abigail Mendoza se presenta a sí misma en su lengua nativa zapoteca y promueve la idea de que "–si nos olvidamos de lo que tenemos, de lo que nos da la tierra, nos estamos olvidando de nosotros mismos–", por ello, para ella la comida es un ritual, un tributo y poner en alto su cultura es un orgullo tanto para ella como para su familia.

## Reconocimiento internacional
- En 2002 fue galardonada por el Baco Mundial de México y en 2004 fue reconocida por el gobierno local por su trayectoria dentro de la cocina prehispánica. Y desde 2010 es representante de México ante la Unesco.[8]
- En el libro My Mexico: A Culinary Odyssey with Recipes, Diana Kennedy menciona a Abigail como la estrella de la cocina zapoteca. "–Inmensamente capaz e inteligente, con una sonrisa permanente–". Kennedy fue una figura clave cuando traducía las demostraciones culinarias que Abigail hacía para turistas que visitaban el restaurante para conocer elaboraciones como el atole, el mole o la sopa de calabaza.[9]
- En 2011 estuvo presente en el escenario de San Sebastián Gastronomika junto a su hermana Rufina, enseñando al público uno de sus platillos más emblemáticos, la segueza, a partir de guajolote, pata de puerco, maíz amarillo y hojas de hierba-santa.[10]
- En 2013 recibió el premio "Quién 50", que reconoce a los personajes que han transformado a México.[4]
- En mayo de 2015, el programa de televisión de Anthony Bourdain, Parts Unknown, lo llevó hasta la cocina de Abigail. Únicamente se requirió a un intérprete entre zapoteco e inglés para sensibilizar y emocionar a Bourdain, quien habló de los procesos arduos, lentos y artesanales que conlleva la cocina prehispánica, como la molienda del maíz a fuerza de metate y de rodillas.[5]
- En marzo de 2016 participó en la tercera edición del congreso Miniature Pintxos, llevado a cabo en Murguía, acercando su conocimiento sobre la cocina autóctona de México y compartiendo escenario junto a otros chefs mexicanos como Benito Molina, Solange Murris, Raúl Guerrero y Pablo San Román.[11]
- En 2019 apareció en la portada de la revista Vogue México con motivo del 20 aniversario de la editorial, rindiendo homenaje a mujeres que destacan en el mundo del deporte, la arquitectura, el baile y la gastronomía, entre otros sectores.[12]

## Una realidad distinta para la mujer
En la vida de Abigail Mendoza es importante la evolución en las tradiciones y costumbres que establecen los roles de género en su comunidad. Para ella la justicia social es tan importante como su cocina. En un reportaje para Vogue México, en este sentido, Abigail comentó que ella recuerda cómo su comunidad le aconsejaba casarse con el fin de que así pudiera tener una mayor participación mediante el respaldo y representación de un hombre, pero nunca lo hizo. Ha demostrado que su propio trabajo le ha abierto puertas y espacios que no existían cuando era pequeña, saltándose así otro de los roles que vienen dados con el género: el de madre. Decidió no tener hijos y a sus sesenta años, define la maternidad bajo sus propios términos: «Mediante mi trabajo estoy pasando a otras generaciones lo que hice y así sigue vivo. Me siento madre de mi familia, mi ciudad, de mi pueblo, de mis sobrinos y de mi México, que es todo para mí».
En 2018, la asamblea del pueblo la eligió para llevar el Centro Cultural de Teotitlán, que gracias a donativos de turistas y diversos fondos, se han podido impartir clases de inglés, de zapoteco, de música y de telar. Cada día acude al recinto, del que se encargan otras siete mujeres y ella para mantenerlo vivo.
Es una mujer agradecida que celebra el paso de otras mujeres por su camino, como Diana Kennedy, Patricia Quintana o Carmen Ramírez Degollado; por defender su cocina y creer en ella. Sueña con la posibilidad de una realidad distinta y la generosidad que transmite es su manera de albergar esperanzas.

## Libros
En abril de 2011, la Fundación Alfredo Harp Helú Oaxaca, con el apoyo de su fundadora, la historiadora del arte María Isabel Grañén Porrúa, publicó el libro Dishdaa’w. La palabra se entreteje en la comida infinita, escrito por la académica Concepción Núñez Miranda. El libro narra los andares cotidianos de Abigail entre sus recorridos por la cocina de su restaurante, el mercado, el huerto, los metates y los fogones, desde una perspectiva muy personal, social y cultural, y recopila sus recetas desde las tradiciones ancestrales que han impregnado su cocina. Esta obra es un testimonio de la riqueza que los antepasados zapotecos heredaron de productos como el maíz, el cacao o la flor de calabaza. La filosofía de su cocina abarca el completo aprovechamiento, los productos de temporada y la cercanía de los mismos.
La editorial Ámbar Editores publicó en 2021 el libro Identidad zapoteca: la cocina de Abigail Mendoza Ruiz y sus hermanas, en el que también se recoge la biografía de Abigail y su saber culinario en un compendio de cien recetas; bajo la redacción de Claudia Espinoza y con fotografías de Ignacio Urquiza.